# Scripta Classica
Scripta Classica – czasopismo założone w roku 2004 w Katedrze Filologii Klasycznej Uniwersytetu Śląskiego w Katowicach przez prof. Tadeusza Aleksandrowicza i dr. hab. Tomasza Sapotę. W piśmie publikowane są artykuły o literaturze i kulturze antycznej, literaturze nowołacińskiej, bizantyńskiej oraz przekłady tekstów nietłumaczonych dotąd i niepublikowanych w Polsce. 